# Heterometra affinis
Heterometra affinis is een haarster uit de familie Himerometridae.
De wetenschappelijke naam van de soort werd in 1890 gepubliceerd door Clemens Hartlaub.